# Полетика, Григорий Андреевич
Григорий Андреевич Поле́тика (1725, Ромны, Лубенский полк — 7 декабря 1784, Санкт-Петербург) — русский писатель, малороссийский общественно-политический деятель, историк, лексикограф и переводчик с немецкого и латинского языков на русский. Как автор Полетика сотрудничал с журналами «Трудолюбивая пчела» и «Ежемесячные сочинения, к пользе и увеселению служащие». 
Считается одним из возможным авторов «Истории Русов или Малой России». С 1764 по 1773 год служил инспектором в Морском кадетском корпусе в Санкт-Петербурге. Брат Ивана Полетики. Отец Василия Полетики.

## Биография
Григорий Полетика родился в казацко-старшинной семье, происходившей из Лубенского полка. Его отец — Андрей Павлович — дослужился до чина бунчукового товарища. Окончив курс в Киевской духовной академии, состоял переводчиком в Академии наук и в Синоде, позже был инспектором классов в Морском кадетском корпусе. В молодости Полетика, по словам Миллера, переводил статьи с греческого языка для «Ежемесячных сочинений» и написал статью «О начале, возобновлении и распространении учения и училищ в России и о нынешнем оных состоянии», которая, как ничего не говорившая о русских школах до XVII века, была признана сначала Михаилом Ломоносовым, а потом и академической канцелярией «непристойной» для печатания.
В 1767 году выбран от шляхетства Лубенского полка депутатом в комиссию для сочинения проекта нового уложения и написал в этом качестве две обширные записки: «Возражение на наставление малороссийской коллегии депутату комиссии Дмитрию Наталину» («Чтения Московского общества истории и древностей росс.», 1858, т. III) и «Мнение на читанный в 1768 г. в комиссии о сочинении проекта нового уложения проект правам благородных» («Сборник Имп. русс. историч. общества», т. XXXVI). В своих историко-политических произведениях и текстах публичных выступлений Григорий Андреевич Полетика на концептуальном уровне отразил процесс перехода казацкой элиты в малороссийскую шляхту (дворянство). Со второй половины 1750-х годов казацкая старшина начинает себя позиционировать как часть российского дворянства и перестает апеллировать к войсковым правам и вольностям для защиты своего привилегированного статуса в отношении местного населения.
Первым крупным историко-политическим сочинением, принадлежавшим руке Григория Полетики, стало «Возражение депутата Григория Полетики на наставление Малороссийской коллегии господину же депутату Дмитрию Натальину». Автор сочинения прозрачно давал понять своим оппонентам, что права, подтвержденные российскими царями, в течение долгого времени нарушались гетманами Войска Запорожского, претендовавшими на полномочия шире тех, что были за ними закреплены: «разнообразность правлений и сие смещение дел [в судопроизводстве] не от чего другого произошли, как от насилия и присвоенной себе, в противность прав, власти Гетманов». В своем «Возражении» автор часто ссылался на те порядки, что существовали в «Малой России» в составе Речи Посполитой. Согласно историко-юридической картине Полетики русские цари, как и польские короли, являлись суверенами над регионом, обладая правом пожалования дворянского достоинства, чинов и землевладений. «Малороссийские права» представляли собой привилегии четырех «сословий» (казачества, шляхетства, духовенства и мещанства), которые подтверждались и гарантировались российскими царями. Однако из-за особой внутриполитической ситуации в регионе права не только суверена, но и «сословий» нарушались гетманской властью.
Практически идентичные мысли Григорий Полетика излагал в другом политическом сочинении — «Историческое известие, на каком основании Малая Россия была под республикою Польскою, и на каких договорах отдалась Российским Государям, и патриотическое рассуждение, каким образом можно бы оную ныне учредить, чтоб она полезна могла быть Российскому Государству без нарушения прав ее и вольностей». В этом историко-политическом произведении Г. А. Полетика повторял в более концентрированном виде те мысли, что были изложены в тексте «Возражения» и в выступлениях на заседаниях Уложенной комиссии Екатерины II. На основании польских «конституций» он утверждал, что после Люблинской унии 1569 года местное шляхетство обладало такими же правами, что и польская шляхта. Кроме того, Г. А. Полетика подробно описал статус Войска Запорожского, который оно имело в составе Речи Посполитой (имеется в виду реестровое казачество, а не Низовое Войско Запорожское). Он писал: «гетманам открылось пространное поле к исполнению своих высокомерных и предприимчивых намерений и прихотей», присвоив «себе шляхетству принадлежащие суды, поручили они в ведомство земские и гражданские, так, как и воинские дела, войсковой старшине, то есть сотникам и полковникам». Следовательно, «подчинивши себе всю Малую Россию, недозволенным и беззаконным образом управляли оною по своей воле и прихотям, и не имели власти своей никакого предела», и никто «уже не мог защищать себя своими правами и волностями». Далее Г. А. Полетика резюмировал, что «с такою беспредельною и нагло похищенною властию похитили они [гетманы] и те пре имущества и пользы, которые принадлежали и принадлежат государям». Под этими правами автор подразумевал «общую Малороссийскую казну и раздачу недвижимых имений, то есть городов, сел, земель и всяких угодий». Таким образом, российский император, будучи сувереном, постепенно лишался своих суверенных прав в отношении «Малой России» вплоть до конца гетманства Ивана Мазепы. Идеи Полетики показывают как представители привилегированного казачества, завоевавшие себе «правом сабли» на протяжении второй половины XѴII — начала XѴIII века шляхетские «права и вольности», дистанцируются от прошлого, выдавая себя за природных дворян.
В ходе работы над проектом нового Уложения Екатерины II Григорий Полетика также придерживался взглядов, изложенных в собственных историко-политических сочинениях. Практически все свое внимание Полетика сосредоточил на обсуждении критериев дворянского благородства, особенно в дискуссиях вокруг известной 43-й статьи проекта Уложения «О благородных». Он был заинтересован в защите сословных интересов казацкой элиты, а также отстаивал проект наиболее безболезненной интеграции казацкой элиты в состав общероссийского дворянства. Г. А. Полетика высказывал мнения, которые были типичными для представителей «великороссийского» дворянства. По его мысли, следовало указать, что от податей освобождались как «благородные», так и их дворовые; обосновать перед императрицей необходимость введения беспошлинной торговли крепостными и свободными деревнями, свободы выезда за границу; лишать имущества («лицеимство») поместных «благородных» только в случаях «оскорбления Величества». По мнению малороссийского депутата, «правление дел в Малороссии, после Высочайшей государской власти, должно зависеть от шляхетства»; шляхетство должно было иметь право принятия и отмены законов в крае, но таких, которые бы вступали в силу после утверждения государем; иметь право накладывать и отменять подати; право свободы выезда и распоряжения всем имуществом; право обладать налоговым иммунитетом; свободно рубить лес, заниматься рыбной ловлей и охотой и т. д.
Отстаивание Полетикой сословных интересов зарождающегося малороссийского дворянства было столетиями позже перетрактовано в защиту некоей малороссийской «особости» и желанием «автономности» Малой России. Как считает современный исследователь Я. А. Лазарев, идеи и взгляды Полетики существовали в общероссийской парадигме эмансипации дворянства, в стремлении им получить больше групповых прав и привилегий. Расширение прав малороссийского дворянства за счет уменьшения (или ликвидации) власти гетмана, генерал-губернатора и закрепощения непривилегированных слоев находит смысловые параллели у аналогичных сословных групп России. Идейная конструкция, которую предлагал Полетика в отношении малороссийского дворянства, могла быть перенесена в т. н. «великороссийскую» среду. Г. А. Полетика прямо высказывал данную мысль: сделать «малороссийские» / польско-шляхетские права общероссийскими. Малороссийские права в представлениях и политической деятельности Г. А. Полетики становились предметом политического торга, а не воплощением некой автономистской программы. С принятием основополагающих законов процессе консолидации общероссийского дворянского сословия необходимость в политическом торге, касавшемся отстаивания малороссийских прав, отпала за ненадобностью. Ценой вопроса стало повышение прав российского дворянства и закрепление его исключительного положения: указ Петра III «о вольности дворян» (1762 г.) и «Высочайшая грамота о дворянстве» (1785 г.). Заимствованный малороссийской казацкой элитой польский идейный трансфер под влиянием европейских идейных инноваций стал совпадать с развитием общероссийских представлений о роли дворянства в Российской империи.

## Переводы Полетики
- «Епиктет, стоическая философия енхиридион и апофегмы» (1759),
- «Кевит Фивейский. картина или изображение жития человеческого» (1759),
- «Ксенофонт, о достопамятных делах и разговорах сократовых и оправдание Сократово пред судиями» (1762) («Воспоминания о Сократе» и «Защита Сократа на суде» Ксенофонта)
- «Истинные основания и должности христианской веры или наставление язычникам, обращающимся в христианскую веру» Архивная копия от 26 августа 2018 на Wayback Machine (1762),

## Другие труды
- «Словарь на шести языках: российском, греческом, латинском, французском, немецком и английском» (1763).
- В «Чтениях в Историческом обществе Нестора летописца» (т. XI) напечатаны отрывки из его «Записки о начале киевской академии».

## Комментарии
1. ↑  Василий Тредиаковский отмечал, что «российский язык его есть по большей части в переводе диалект малороссийский»[7].